# ハト以上ヤマバト未満
ハト以上ヤマバト未満は、2001年9月15日に発売された伊藤多賀之の第1作目のアルバム。現在では廃盤となっているが、2005年1月7日に、全曲リミックス＆リマスタリング、ボーナストラック追加のリニューアル盤が発売され、2012年にはダウンロード販売が開始された。

## 解説
- ブリーフ&トランクス解散後、初のソロ・アルバム。ハモリやコーラスなども全て伊藤のボイスで構成されている。

## 収録曲

### オリジナル盤
自主レーベルであるMOMINEKO RECORDSからの発売。
1. ハトの落としもの (0:00)
作詞・作曲：伊藤多賀之
2. 取り調べ室  (0:00)
作詞・作曲:伊藤多賀之
日常的なことに取り調べ行きになる歌。犯人は特に考えていなかったらしい。
3. スペアキー  (0:00)
作詞・作曲:伊藤多賀之
小学生が締め出しになる歌
4. ロンリネスキャット  (0:00)
作詞・作曲:伊藤多賀之
5. 魚  (0:00)
作詞・作曲:伊藤多賀之
6. たまご  (0:00)
作詞・作曲:伊藤多賀之
突然お腹に赤ちゃんができ、中絶するか否か迷う人の歌。結局結論がでずに終わるが、伊藤は「聞いた人の意図に任せる」と述べている
7. かぜ薬  (0:00)
作詞・作曲:伊藤多賀之
8. 小さな傷跡  (0:00)
作詞・作曲:伊藤多賀之
9. ユニットバス  (0:00)
作詞・作曲:伊藤多賀之
10. 病院  (0:00)
作詞・作曲:伊藤多賀之
11. ヤマバト  (0:00)
作詞・作曲:伊藤多賀之
12. ねこまんま（ボーナストラック）  (0:00)
作詞・作曲:伊藤多賀之

### リニューアル盤
g-strings recordsからの再発売。
- 「ねこまんま」が通常曲となり、曲順が変わっている。
- 新たなボーナストラックが2曲追加された。

1. ハトの落としもの (0:00)
2. 取り調べ室  (0:00)
3. スペアキー  (0:00)
4. ユニットバス  (0:00)
5. ねこまんま  (0:00)
6. 魚  (0:00)
7. ロンリネスキャット  (0:00)
8. かぜ薬  (0:00)
9. たまご  (0:00)
10. 病院  (0:00)
11. 小さな傷跡  (0:00)
12. ヤマバト  (0:00)
13. 騎馬戦式蝶々結び（ボーナストラック）  (0:00)
作詞・作曲:伊藤多賀之
14. コンクール（ボーナストラック）  (0:00)
作詞・作曲:伊藤多賀之

## 他の収録CD
- イリトロウルベレスルトロ
  - ねこまんま
  - ユニットバス
お札に描かれる人物の変更に合わせて歌詞を差し替えた「〜現代バージョン〜」を収録。
- 半ライス大盛り-マニア向け-
  - 「病院」の間奏で流れる診察室での会話のフルバージョンが収録されている。